# Hyperolius castaneus
A Hyperolius castaneus a kétéltűek (Amphibia) osztályába, a békák (Anura) rendjébe és a mászóbékafélék (Hyperoliidae) családjába tartozó faj.

## Előfordulása
Burundi, a Kongói Demokratikus Köztársaság, Ruanda és Uganda területén honos. A természetes élőhelyei, szubtrópusi vagy trópusi nedves hegyvidékek, szubtrópusi és trópusi magashegyi legelő és mocsarak.

## Megjelenése
A hím testhossza: 22-26 milliméter, a nőstény 25-36 milliméter.

## Külső hivatkozás
- Képek az interneten a nembe tartozó fajokról